# 河本三郎
河本 三郎（こうもと さぶろう、1950年9月7日 - ）は、日本の政治家。自由民主党所属の元衆議院議員（3期）、参議院議員（1期）。父は河本敏夫。

## 来歴・人物
兵庫県相生市生まれ。海城高等学校、日本大学理工学部を経て、三光汽船に入社し17年間の会社員生活を送る。1992年（平成4年）の第16回参議院議員通常選挙で兵庫県選挙区から立候補し、トップ当選。参議院議員任期途中の1996年（平成8年）、父・河本敏夫の引退をうけて兵庫12区から第41回衆議院議員総選挙に立候補（立候補に伴い参議院議員を退職（自動失職））し、初当選した（当選同期に河野太郎・菅義偉・平沢勝栄・渡辺喜美・大村秀章・桜田義孝・下地幹郎・下村博文・新藤義孝・滝実・田村憲久・谷畑孝・戸井田徹・松本純など）。同じ年の11月に、第2次橋本内閣で経済企画政務次官に就任し、その後、自由民主党国会対策副委員長などの要職に就任する。
2000年（平成12年）の第42回衆議院議員総選挙で惜敗するも、2003年（平成15年）の第43回衆議院議員総選挙で返り咲く。以来、衆議院内閣委員会筆頭理事や自民党副幹事長等の役職を務めた。
初当選後は番町政策研究所（高村派）に所属し、高村正彦とともに活動。2005年（平成17年）、第3次小泉改造内閣の文部科学副大臣に就任する。2006年（平成18年）10月、衆議院内閣委員会委員長に就任する。国土交通委員会理事。
2009年（平成21年）8月30日に行われた第45回衆議院議員総選挙に自民党から出馬し、公明党の推薦も得たが落選、同年9月2日に体力の限界を理由として政界引退を表明した。
2020年11月、旭日重光章受章。

## 年譜
- 1950年 兵庫県相生市に河本敏夫の三男として生まれる。
- 1969年 海城高等学校を卒業。
- 1974年 日本大学理工学部を卒業。
- 1992年 参議院議員にトップ当選。
- 1996年 第41回衆議院議員総選挙に兵庫12区から立候補し、当選する。
- 2000年 第42回衆議院議員総選挙で惜敗。
- 2003年 第43回衆議院議員総選挙で返り咲き、2期目当選。
- 2005年 第44回衆議院議員総選挙で3期目当選。第3次小泉改造内閣の文部科学副大臣に就任。
- 2006年 衆議院内閣委員会委員長に就任。
- 2009年 第45回衆議院議員総選挙で落選、政界引退を表明。

## 所属していた団体・議員連盟
- 日本会議国会議員懇談会
- 再チャレンジ支援議員連盟

## 家族
- 妻と2男がいる。妻は元山下汽船社長・山下太郎の孫娘[4]。